# Rosse piha
De rosse piha (Lipaugus unirufus) is een zangvogel uit de familie Cotingidae (Cotinga’s).

## Kenmerken
Het verenkleed is kaneelbruin. De snavel is zwart.

## Verspreiding en leefgebied
Deze vogel komt voor in Midden-Amerika en het noordwesten van Zuid-Amerika en telt twee ondersoorten:
- L. u. unirufus: van zuidelijk Mexico tot noordelijk Colombia.
- L. u. castaneotinctus: zuidwestelijk Colombia en noordwestelijk Ecuador.

## Status
De grootte van de populatie is in 2019 geschat op 50.000-500.000 volwassen vogels. Op de Rode lijst van de IUCN heeft deze soort de status niet bedreigd.